# Annelise Coste
Pour les articles homonymes, voir Coste.
Annelise Coste (née en 1973 à Marseille) est une artiste française.

## Biographie
Annelise Coste a étudié de 1995 à 1997 à l'École des beaux-arts de Marseille, puis à la Hochschule für Gestaltung und Kunst à Zurich, Suisse où elle termine ses études en 1999.
Ses travaux sont exposés depuis dans des galeries et musées en Suisse, en Allemagne, en France, aux Pays-Bas, en Espagne, au Portugal, aux États-Unis et en Suède.
Gianni Jetzer, alors conservateur de la Kunsthalle de St. Gal écrit dans le magazine suisse DU : « Les travaux d'Annelise Coste sont des commentaires sur le cours du monde.... Politique publique et journal intime prennent une même forme. Ordre et spontanéité alternent et se mélangent pour devenir un "all-over" ornemental. » La Française, née en 1973 et vivant à Zurich, est réputée pour son indépendance et son absence de compromis.

## Collections
- Migros Museum für Gegenwartskunst
- Fondation SALOMON (France)

## Litterature
- Gianni Jetzer, Zehn billige Kunstwerke, in: du, Ausgabe Februar 2004 : Gut & billig. Ein Katalog für das moderne Leben,  (ISBN 3-03717-001-8)
- Annelise Coste Remember, éd. Patrick Frey, Zurich, 2008,  (ISBN 3-905509-73-3)
- Albertine Sarrazin, Le times, journal de prison, 1959, illustrations de Fabienne Audéoud, Dominique De Beir, Annelise Coste et Béatrice Cussol, Éditions du Chemin de fer, 2013.